# Butterfly (svømning)
 For alternative betydninger, se Butterfly. (Se også artikler, som begynder med Butterfly)
Butterfly er en svømmestil og regnes for den mest krævende stilart.[kilde mangler]
Navnet på svømmestilen (sommerfugl) kommer naturligt af armenes sommerfugle-lignende bevægelser, når der svømmes, da begge arme følges ad i hele bevægelsen. Armene kastes frem samtidigt, henover vandoverfladen, og hænderne føres i vandet foran ansigtet. Herefter trækkes armene ind under kroppen, hvorefter bevægelsen gentages. Benspark foregår, når hænderne sættes i vandet, samt når armene trækkes tilbage, og sker ved, at benene sparkes op og ned og hele tiden er holdt samlet. Vejrtrækning foregår ved armtagets afslutning.
Vejrtrækningen foregår typisk, når man trækker armene tilbage igennem vandet. På denne måde får man en naturlig opdrift til sin vejrtrækning.

## Diskvalifikation
Ved svømmestævner kan svømmere i denne disciplin diskvalificeres for følgende overtrædelser:
- Diskvalifikation kan forekomme ved ikke-synkrone armbevægelser
- Såfremt benene ikke holdes samlet, i en sådan grad at det ligner brystbenspark, kan der afhængig af dommerens bedømmelse diskvalificeres.
- I vendingen skal begge arme røre kanten samtidigt. Ved berøring med kun én arm skal personen diskvalificeres.

## Konkurrencesvømning
Ved større stævner svømmes butterfly på følgende distancer, ved mindre stævner kan andre variationer forekomme:
- 50 m butterfly (ikke olympisk disciplin)
- 100 m butterfly
- 200 m butterfly

Butterfly indgår desuden i følgende medley-distancer:
- 100 m individuel medley (svømmes kun i 25 m-bassin)
- 200 m individuel medley
- 400 m individuel medley
- 4×100 m holdmedley

| Sport | Spire Denne artikel om sport er en spire som bør udbygges. Du er velkommen til at hjælpe Wikipedia ved at udvide den. |